# Sericosura conta
Sericosura conta is een zeespin uit de familie Ammotheidae. De soort behoort tot het geslacht Sericosura. Sericosura conta werd in 2009 voor het eerst wetenschappelijk beschreven door Bamber. 